# Debora Vaarandi
Debora Vaarandi (* 1. Oktober 1916 in Võru, Russisches Kaiserreich; † 28. April 2007 in Tallinn) war eine estnische Lyrikerin und Übersetzerin.

## Leben
Debora Vaarandi wurde als Tochter eines Postbeamten im Süden Estlands geboren. Ihre Kindheit verbrachte sie größtenteils auf der Insel Saaremaa, daneben auch in Tallinn. Das Abitur legte sie 1935 in Kuressaare ab. Nach ihrer Hochzeit mit dem links gesinnten Lehrer und späteren Schriftsteller Aadu Hint zog das Paar nach Tartu. An der Philosophischen Fakultät der Universität Tartu studierte sie von 1936 bis 1940. 1939 wurde die Ehe geschieden.
Während der sowjetischen Besetzung Estlands war Debora Vaarandi ab 1940 bei der kommunistischen Zeitung Rahva Hääl („Volksstimme“) beschäftigt. Ab 1940 war sie Redakteurin des Blattes Sirp ja Vasar („Hammer und Sichel“). Dort lernte sie den Chefredakteur Anton Vaarandi kennen, den sie später heiratete. Bereits vor dem Zweiten Weltkrieg soll sie in die Kommunistische Partei Estlands eingetreten sein. Während der deutschen Besetzung Estlands floh sie nach Moskau und Leningrad und kehrte von 1944 bis 1946 in die Redaktion der Zeitung nach Estland zurück. Während des Krieges scheiterte ihre zweite Ehe.
Ab 1946 ließ sich Debora Vaarandi als freischaffende Schriftstellerin nieder. 1952 heiratete sie den kommunistischen Schriftsteller Juhan Smuul. Sie wurde eine der bekanntesten und beliebtesten Lyrikerinnen des Landes. 1971 wurde ihr der Titel „Volksschriftstellerin der Estnischen Sozialistischen Sowjetrepublik“ verliehen.

## Lyrisches Schaffen
Debora Vaarandi debütierte 1936 mit dem Gedicht Udus („Im Nebel“). Weitere lyrische Arbeiten wurden zwischen 1936 und 1940 von verschiedenen estnischen Zeitungen veröffentlicht. 1945 erschien ihr Gedichtband Põleva laotuse all, der ein Erfolg wurde. Darin schildert sie Heimweh und Naturgefühl in der Sowjetunion während der Vertreibung durch den Zweiten Weltkrieg. Ihr eigentlicher literarischer Durchbruch gelang ihr mit dem Gedichtband Unistaja aknal 1959. Ihr lyrisches Werk wurde damit immer unpolitischer und konzentrierte sich auf Natur und Liebe.
Debora Vaarandi schrieb auch den Text zum wohl bekanntesten estnischen Schlager, dem Saaremaa valss („Saaremaa Walzer“) nach der Musik von Raimond Valgre, der von dem Sänger Georg Ots über Estland hinaus popularisiert wurde.

## Gedichtbände
- „Põleva laotuse all“ (1945)
- „Kohav rand“ (1948)
- „Selgel hommikul“ (1950)
- „Unistaja aknal“ (1959)
- „Rannalageda leib“ (1965)
- „Tuule valgel“ (1977)
- „See kauge hääl“ (2000)

## Übersetzerin
Debora Vaarandi war darüber hinaus eine der wichtigsten Übersetzerinnen von Gedichten aus dem Deutschen, Finnischen und Russischen ins Estnische. Sie übertrug unter anderem Bertolt Brecht, Alfred Adler, Georg Trakl, Eino Leino, Aleksis Kivi, Maxim Gorki, Anna Achmatowa und Alexei Tolstoi.

## Auszeichnungen
- 1957 Verdiente Schriftstellerin der Estnischen SSR
- 1965 Juhan-Liiv-Preis („Eesti mullad“)
- 1971 Volksschriftstellerin der Estnischen SSR
- 1973 Juhan-Smuul-Preis (Übersetzungen von Eino Leino und E. Sinervo ins Estnischen)
- 1978 Juhan-Smuul-Preis (Lyrik) („Tuule valgel“)
- 1994 Lebenswerkpreis der Stiftung Estnische Nationalkultur
- 1998 Orden des weißen Sterns, III. Klasse
- 2005 Staatlicher Kulturpreis Estlands für das Lebenswerk